# Richard García Vázquez
Richard García Vázquez (Burdeos, Francia, 5 de mayo) es un director de cine, realizador, guionista y actor hispanofrancés. Comenzó su carrera profesional en dirección de cine con cortometrajes como Cambio de sentido (2003), con el que representa a España en la XI Biennial of young artist from Europe and the Mediterranean - Athens 2003, El camino de Ana (2007) y Taboulé (2011). Su primer largometraje, Grimsey (2018), ha participado en festivales de cine de Bilbao, Barcelona y Menorca, 24e Festival du film LGBTQ Chéries Chéris de París (Francia), 33º Festival Internacional de Cine de Guadalajara (México), Lovers Film Festival de Turín (Italia), Toronto LGTB Film Festival (Canadá), 31 Image+Nation Festival Cinema LGBT Montreal (Canadá), 16º Pune International Film Festival (India) y 8º Yashwant International Film Festival de Mumbai (India).
Con otros proyectos, ha participado como guionista en Italy Sundance Screenwriters Workshop y en Curso Ibermedia de Desarrollo de Proyectos Cinematográficos Iberoamericanos. 
Fue seleccionado como nuevo talento en New Directors / New Films, organizado por MoMA y Film Society Lincoln Center NY por su trabajo como guionista y director en Taboulé. Destacado como ejemplo de una de las mejores creaciones del reciente cine breve español en el libro El cortometraje español (2000-2015). Tendencias y ejemplos (Editorial Iberoamericana). Finalista en Premios Goya 2012  y Concurso de cortos Versión Española- SGAE. Premiado en III Concurso de cortometrajes de RNE, Festival de Cine Iberoamericano de Huelva, Pink Apple (Zúrich), Bern Film Festival (Berna), Hamburg International Queer Film Festival (Hamburgo), Puerto Rico International Film Festival (Puerto Rico), y Capalbio International Short Film Festival (Capalbio, Italia).

## Biografía
Su infancia transcurre entre los sonidos, colores y paisajes de la ciudad francesa de Hendaya. Al inicio de su adolescencia, su familia se traslada a la provincia de Málaga, donde descubre su pasión por el cine y decide dedicar su vida a este mundo de imágenes y creatividad, iniciando la Licenciatura en Comunicación Audiovisual en la Universidad de Málaga. Más tarde, se traslada a París, donde cursa Dirección y guion de cine, televisión y teatro en la Université Sorbonne Nouvelle, y completa su formación con estudios en Producción de cine documental, en la Media Film Business School de Lübeck, Alemania. Se forma como actor en el Estudio Corazza para la actuación de Madrid.

## Filmografía

### Dirección

#### Cortometrajes
- Taboulé (2011), protagonizado por Jorge Calvo y José Martret
- El camino de Ana (2007), protagonizado por Marisa Paredes y Juan Fernández
- Cambio de sentido (2003), con la participación de Miguel Alcibar

#### Largometraje
- Grimsey (2018)

### Actuación

#### Cine
- Madre (2019), dirigido por Rodrigo Sorogoyen.
- Grimsey (2018), dirigido por Richard García Vázquez y Raúl Portero.
- El último traje (2017), dirigido por Pablo Solarz.
- El hombre de las mil caras (2016), dirigido por Alberto Rodríguez Librero.

#### Televisión/Web
- Acacias 38 (2020). Serie Drama época. Boomerang TV. RTVE.
- La víctima número 8 (2018). Serie Drama. Globomedia. Telemadrid
- Velvet Collection (2018). Serie Drama. Bambú producciones. Movistar +
- Nadia en cuesta (2013), Webserie comedia.
- Cuéntame cómo pasó (2012). Serie Drama. Grupo Ganga. TVE.
- Águila Roja (2011). Serie Drama. Globomedia. TVE.

#### Teatro
- Locos (2023). Dir. Eva Egido Leiva. Teatros Luchana, Madrid
- Playing Wilder (2013). Dir. Lorena Bayonas
- Hacia el Lago (2010).  Dir. María García de Oteyza
- Yerma (2009). Dir. Juan Carlos Corazza
- Romeo y Julieta (2009). Dir. Juan Carlos Corazza
- Hamlet (2009). Dir. Alicia Hermida

## Premios
- Selection New Directors / New Films Festival. MoMa & Lincoln Center NY 2012. (Taboulé)
- 1º Prize in III Spanish National Radio Film Festival. Finalist Selection Spanish Film Academy Awards Goya 2012. (Taboulé)
- 1o Prize 15. Pink Apple Festival Zúrich. 2012. (Taboulé)
- 1º Prize IAJ Festival de Iberoamericano de Huelva (2012). (Taboulé)
- 1º Prize Cinhomo 2012. (Taboulé)
- Audience Hamburg Queer Film Festival 2012. (Taboulé)
- Capalbio International Film Festival 2012, Italia:  Miglior Film, Premio ADCI, Premio Technovision, Premio Technicolor, Premio Internozero. (Taboulé)
- Mención del jurado Festival de Málaga 2007. (El camino de Ana)

## Videografía
- (2014) Muertita Cool. S.O.P.A. Sabiduría Original Prácticamente Absurda. Serie comedia T1E3
- (2014) Wake up, make up. Brunch Magazine Fashion Film
- (2013) Brunch Magazine Lanzamiento de revista en línea
- (2010) José Castro - Agenor Tabaré Documental
- (2010) Inauguración. Spot Guggenheim Bilbao Publicidad
- (2009) Ta machine. Souvenir. Videoclip. Jabalina música
- (2008) Apocalypse. Hotel Persona. Videoclip. Edel records
- (2008) La memoria. Depedro. Videoclip. EMI
- (2008) Tan necio es el amor. Vanexxa videoclip. Subterfuge records
- (2007) Allô, allô. Souvenir. Videoclip. Jabalina música
- (2007) Le Quotidien. Seine. Videoclip. Subterfuge records
- (2007) No puedo vivir sin ti. Los Ronaldos Videoclip. Subterfuge records
- (2007) Todo lo que no. L Kan. Videoclip. Subterfuge records
- (2007) Más. Spam. Videoclip. Subterfuge records
- (2007) Todo por placer. L Kan. Videoclip. Subterfuge records
- (2007) Superguay. Vanexxa. Videoclip. Subterfuge records
- (2006) Clone fashion. Glamour to kill. Videoclip. Subterfuge records
- (2006) Sunday Sahara Spain. Ibon Errazkin. Videoclip. Elefant records
- (2006) Pasos de ratón. Pauline en la playa. Videoclip. Subterfuge records
- (2005) Amor cuántico. La monja enana. Videoclip. Elefant records
- (2004) Quiéreme. Cola Jet Set. Videoclip. Subterfuge records
- (2003) Parasol. Niza.[Videoclip. Elefant records
- (2003) Si hoy. Entre ríos. Videoclip. Elefant records
- (2003) Salven las sirenas. Entre ríos. Videoclip. Elefant records
- (2002) A veces quiero estar callado. Me enveneno de azules. Videoclip. Elefant records